# Benjamin Schnieder
Benjamin Schnieder (* 27. Dezember 1974 in Hamburg) ist ein deutscher Philosoph.

## Leben
Er erwarb den Magisterabschluss 2000 (Philosophie) an der Universität Hamburg, die Promotion 2002 (Philosophie) an der Universität Genf und 2009 die Habilitation in Philosophie in Hamburg, wo er von 2011 bis 2021 Professor für Theoretische Philosophie war. 2000/2001 war er Gaststudent (Philosophie) an der Universität Oxford. Von 2003 bis 2007 war er wissenschaftlicher Assistent am Philosophischen Seminar der Universität Hamburg. Von 2008 bis 2011 leitete er die Emmy Noether-Forschungsgruppe Phlox an der Humboldt-Universität zu Berlin. Seit März 2021 hat er eine Professur für Theoretische Philosophie am Institut für Philosophie der Universität Wien inne. 
Seine Schwerpunkte sind Sprachphilosophie und Metaphysik.

## Schriften (Auswahl)
- Substanz und Adhärenz. Bolzanos Ontologie des Wirklichen. Sankt Augustin 2002, ISBN 3-89665-236-2.
- Substanzen und (ihre) Eigenschaften. Eine Studie zur analytischen Ontologie. Berlin 2004, ISBN 3-11-018155-X.
- als Herausgeber mit Miguel Hoeltje und Alex Steinberg: Varieties of dependence. Ontological dependence, grounding, supervenience, response-dependence. München 2013, ISBN 978-3-88405-105-4.
- als Herausgeber mit Fabrice Correia: Metaphysical grounding. Understanding the structure of reality. Cambridge 2013, ISBN 978-1-107-02289-8.

## Belege
1. ↑  https://www.yumpu.com/en/document/view/25296793/curriculum-vitae-benjamin-schnieder-philosophisches-seminar

| Personendaten    | Personendaten       |
| ---------------- | ------------------- |
| NAME             | Schnieder, Benjamin |
| KURZBESCHREIBUNG | deutscher Philosoph |
| GEBURTSDATUM     | 27. Dezember 1974   |
| GEBURTSORT       | Hamburg             |